# ホラーガンシューティングゲーム
ホラーガンシューティングゲーム（horror light gun shooter）とはゲームセンターにて置かれているシューティングゲームの代表的な作品のジャンル、又は銃の形状をしたリモコンを操作して画面の敵を撃つゲーム（ガンシューティングゲーム）のサブジャンルである。

## 概要
ホラーガンシューティングゲームは、ガンシューティングゲームの中でも『ザ・ハウス・オブ・ザ・デッド』や、『バイオハザード』、『サイレントヒル』の様に醜悪な姿をした化け物（又は幽霊）を、密室、または不気味な空間の中で銃を使って倒していくゲームである。サバイバルホラーのシューティング版ともいえる。
ゲームセンターにあるアーケード版は、お馴染みの主人公視点で現われる敵を撃ち、自動的に移動して、目標を目指すタイプがほとんどである。最近のものではe-AMUSEMENT PASSに対応したゲームが開発されている。
家庭用ゲームでは、専用の銃型リモコンによって画面の敵を撃つアーケード型や、リモコンによる自機の操作で敵に照準を合わせて撃つ、という形式をとるものもある。
ゲームセンターのシューティングゲームではセガの『ザ・ハウス・オブ・ザ・デッド』が有名。ゲーム機もゾンビが描かれていたり、フレームに醜悪なデザインが施されているなど、外観にも恐怖感を与える仕様になっている。

## 代表的なゲーム

### アーケード版
- ザ・ハウス・オブ・ザ・デッド（1998年）
- バイオハザード - 原作（サバイバルホラーゲーム）の第2作を再現。今ではほとんどが稼動停止しており、プレイすることは困難になっている。

- EVIL NIGHT　拳銃型コントローラー2つに、散弾銃型コントローラー1つという極めて珍しい作品。
- Silent Hill The ARCADE - e-AMUSEMENT PASS対応機

### 家庭用ゲーム
- バイオハザード アンブレラ・クロニクルズ（Wii版・2008年） - 『バイオハザードシリーズ』の作品。
- バイオハザード ダークサイド・クロニクルズ（Wii版・2009年発売予定） - 上の続編にあたる。
- バイオハザードガンサバイバー（PlayStation 2版・2002年）
- ザ・ハウス・オブ・ザ・デッドシリーズ（移植版） - 現在全作品が移植、外伝も存在する。